# Червоные Квиты
Червоные Квиты (укр. Червоні Квіти) — село,
Червоноквитовский сельский совет,
Кобелякский район,
Полтавская область,
Украина.
Код КОАТУУ — 5321886601. Население по переписи 2001 года составляло 274 человека.
Является административным центром Червоноквитовского сельского совета, в который, кроме того, входят сёла
Жирки,
Кустоловы Кущи,
Прогресс и
Степовое.

## Географическое положение
Село Червоные Квиты находится на левом берегу пересыхающей реки Кустолово, выше по течению на расстоянии в 2,5 км расположено село Степовое, ниже по течению на расстоянии в 0,5 км расположено село Белоконовка, на противоположном берегу — село Прогресс.

## История
На карте 1869 года есть как хутор Жолтяки

## Происхождение названия
Название укр. Червоні Квіти переводится как Красные цветы.